# جماعة الفن والحرية
جماعة الفن والحرية هي حركة فنية وسياسية مصرية نشطت من عام 1938 إلى عام 1948، أي في فترة الحرب العالمية الثانية . كان من بين المؤسسين الشاعر السريالي جورج حنين؛ وكانت المجموعة تعتمد في معظمها ولكن ليس حصريًا على السريالية.

## تاريخ
تكمن أصول جماعة الفن والحرية في بيان نشره حنين وآخرون في 22 كانون الأول 1938 بعنوان Vive L'Art Dégéneré! ("عاش الفن المنحط!")؛ حمل ستة وثلاثين توقيعًا. اعتمدت المجموعة مصطلح "المنحط" باعتباره وسام شرف. استُخدم هذا المصطلح في الأصل كمصطلح مُهين من الحزب النازي الألماني في معرض "إنتارتيتي كونست" للسخرية من الفن الحديث. تُرجم البيان إلى الفرنسية والإنجليزية. نُشرت الطبعة الأخيرة في المجلة السريالية لندن بولتن [الإنجليزية] في عام 1938.
تأسست الجماعة رسميًا في 19 كانون الثاني 1939، وجمعت حنين وغيره من السرياليين في القاهرة، مثل كامل التلمساني ورمسيس يونان ، مع العديد من الأناركيين والماركسيين.:83 : 83 بعد مرور ما يقرب من عام على تأسيسها، أطلقت المجموعة مجلة أدبية وثقافية شهرية، التطور، في كانون الثاني 1940، والتي لم تستمر إلا حتى تموز من ذلك العام.
كانت البداية لتشكيل المجموعة بعد لقاء هينين مع المستقبلي الإيطالي فيليبو مارينيتي. وُلِد مارينيتي في الإسكندرية بمصر، والتي كانت في ذلك الوقت تضم عددًا كبيرًا من السكان الإيطاليين. غادر لحضور جامعة السوربون في باريس ولكن في النهاية عاد لأول مرة في عام 1930 لإلقاء سلسلة من المحاضرات حول المستقبلية للمجتمع الإيطالي المصري في المدينة.  عاد للمرة الثانية في عام 1938 لإلقاء محاضرة عن المستقبلية في نادي المقالين الأدبي بالقاهرة في 24 مارس.  وكان هنين وجان موسكوتيللي وجورج سانتيني حاضرين وأثاروا ضجة معارضة لما دعا إليه مارينيتي. سرعان ما تحول الليل إلى فوضى، وانفصل هينين وموسكاتيلي وسانتيني (وكتاب آخرون شاركوا لاحقًا في الفن والحرية) في النهاية عن ارتباطاتهم بنادي Les Essayistes، الذي كانوا مشاركين فيه لعدة سنوات، بسبب تحالف النادي تدريجيًا مع مارينيتي والفاشية. 
لم يكن معظم أعضاء المجموعة من مواليد مصر، بل كانوا من المقيمين الأجانب المتمصرين. ما يميز حركة الفن والحرية عن الحركات الفنية المصرية السابقة هو احتضانها للأفكار الكوسموبوليتانية والكونية. أصبح فنانون مثل محمود مختار ومحمود سعيد معروفين بأعمالهم الفنية التي تصور الحياة المصرية المحلية. وقد استخدموا في كثير من الأحيان رموزًا قومية للفلاحين ومصر القديمة. وقد حظيت أعمالهم بالتبجيل باعتبارها نموذجًا للأسلوب الوطني المصري، وكانوا يُعتبرون "أبطالًا وطنيين". تشكلت حركة الفن والحرية في مواجهة هذه المشاعر القومية التي كانت تنمو في مصر في أوائل القرن العشرين. من عام 1881 حتى عام 1952، كانت مصر تحت الاحتلال البريطاني. كانت المشاعر القومية تتشكل في ذلك الوقت، والتي بدأت بمعاداة البريطانيين ولكنها تحولت في النهاية إلى معاداة الأجانب.  وقد أضر هذا في نهاية المطاف بجماعة الفن والحرية، حيث كان معظم أعضائها إما من المولودين في الخارج أو أبناء المتمصرين. تحت قيادة جمال عبد الناصر، أُجبر معظم المتمصرين على مغادرة البلاد بسبب القرارات المعادية للحكومة.

## عاش الفن المنحط!
وقد اعتمد السرياليون المصريون مصطلح "المنحط" باعتباره وسام شرف. تم استخدام المصطلح في الأصل من قبل الحزب النازي كوسيلة للسخرية من الفن الذي شعروا أنه يقف ضد المثل الفاشية للدولة. في عام ١٩٣٧، أقام النازيون "معرض الفن المنحط" الذي عرض أعمالًا فنية حديثة. عُرض أكثر من ٧٠٠ عمل فني صادرتها الحكومة النازية، معظمها أعمال فنية تكعيبية ودادائية وسريالية، وقد كُتبت على جدرانه شعارات مهينة.

## المعارض الجماعية
على مدار مسيرتها التي استمرت عشر سنوات، نظمت مؤسسة الفن والحرية خمسة معارض جماعية ومعارض فردية.

### العرض الأول
أقيم معرضهم الأول في قاعة النيل بميدان سليمان باشا في فبراير 1940. تم تسمية المعرض باسم "الفن المستقل" في إشارة إلى " بيان الفن الثوري المستقل " الذي وقعه أندريه بريتون ودييجو ريفيرا ولكن على الأرجح كتبه بريتون وليون تروتسكي .  قدّم جورج حنين عملاً بعنوان "الشاعر المقتول". كانت هذه أول وآخر مرة يعرض فيها حنين عملاً فنياً، فهو، قبل كل شيء، كاتب. كان معظم الفنانين المعروضين تحت سن الثلاثين والعديد منهم تحت سن الخامسة والعشرين. يمثل المعرض الأول نهجًا جديدًا ومبتكرًا للفن لم يره الجمهور المصري من قبل. وُصف عرضهم بأنه "ثورة عنيفة ضد النظام والجمال والمنطق".  وقبل افتتاح العرض، وُزِّع ما يقرب من عشرة آلاف دعوة من الكتيبات لجذب أكبر عدد من "الشباب المثقف". وواصلت المجموعة هذه الممارسة بتوزيع أعداد كبيرة من الدعوات لعروضها الجماعية الأخرى. وفي إحدى الكتيبات، التي تحمل عنوان "ما زلنا في حالة اضطراب"، نشر رمسيس يونان ترجمته لقصيدة "موسم في الجحيم" لأرثر رامبو. 
ومن بين الفنانين المعروضين: جورج حنين، رمسيس يونان، كامل التلمساني، فؤاد كامل، عايدة شحاتة، محمد صادق، وأنجلو دي ريز، مع مساهمة من محمود سعيد .

### المنشورات
طوال فترة وجودها، نشرت المجموعة الدوريات التالية: 
- نشرة الفن والحرية (مارس 1939 - مايو 1939)، عددان
- دون كشوت [الإنجليزية] (1939-1940)، 6 أعداد
- التطور (يناير - سبتمبر 1940)، 7 أعداد
- جزء السمور (1947، 1950، 1954 و1955)، 4 أعداد